# Váradi Gyula
Váradi Gyula (Budapest, 1921. – 2003. július 1.) magyar katonatiszt, részt vett az 1956-os forradalomban.

## Élete
Fiatalkorában az illegálisan működő KMP tagja lett, ezért 1943-ban letartóztatták és másfél év börtönbüntetésre ítélték. 1945-ben az MKP tagja lett. Előbb a Kossuth, majd a Zrínyi Miklós Katonai Akadémiát végezte el. 1948-tól alezredesként parancsnoka volt a tatai páncélos tiszti iskolának, 1950-től a Honvédelmi Minisztérium vezérkarában lett ezredesként a Néphadsereg Páncélos csapatainak parancsnoka a májusban letartóztatott és augusztus 19-én kivégzett Révay Kálmán vezérőrnagy -Korábban a Kossuth Akadémia parancsnoka-utódaként. Még ebben az évben vezérőrnaggyá lépetik elő, és ebben a rangban marad 1956-ig.
1951-ben katonai ülnök Király Béla vezérőrnagy - ma sem tisztázott- kémkedési ügyében.  
1952-ben elvégezte a moszkvai vezérkari Vorosilov Katonai Akadémiát.
A forradalom kitörése után a Forradalmi Honvédelmi Bizottmány tagja lett, ebben a minőségében a kormány és a felkelők közötti összekötőként működött, tárgyalásokat folytatott úgy a Corvin közi felkelőkkel, mint a szovjet katonai parancsnokokkal. A forradalom leverése után 1957-ben letartóztatták, majd 1958-ban Marián István alezredessel és az FHB többi vezetőjével együtt elítélték, Váradi Gyulát hét évre. 1960-ban kegyelemből szabadult, ezt követően öntőmunkás lett.
A rendszerváltás után, 1990-ben a Történelmi Igazságtétel Bizottsága Katonai Szekciójának elnökévé választották, még ebben az évben visszakapta rangját, egy év múlva ny. altábornaggyá, 1996-ban ny. á. vezérezredesé léptették elő.
2003-ban hunyt el, a Magyar Honvédség halottjaként.